# Santa Cristina de la Polvorosa
Santa Cristina de la Polvorosa is een gemeente in de Spaanse provincie Zamora in de regio Castilië en León met een oppervlakte van 38,94 km². Santa Cristina de la Polvorosa telt 1.088 inwoners (1 januari 2016).